# 南门街道 (辽阳市)
南门街道，是中华人民共和国辽宁省辽阳市白塔区下辖的一个乡镇级行政单位。2020年4月，将新华街道、南门街道合并为南门街道。位于城区南部，东至东辽阳、南至南环街、西至南驻路、北至护城河。

## 行政区划
南门街道下辖以下地区：
丰乐社区、青年街社区、喇嘛园社区和草仓社区。
2020年4月，调整后的南门街道下辖：南常、南光、千佛寺、果品、人兴、电建、新华、南兴、南照、荣兴、文教、草仓、丰乐、喇嘛园、青年街15个社区；西三里、曙光2个村。